# Ga Geombawi
Ga Geombawi (Tiếng Hàn: 검바위역, Hanja: 黔바위驛) là ga tàu điện ngầm của Tàu điện ngầm Incheon tuyến 2 nằm ở Geomam-dong, Seo-gu, Incheon.

## Lịch sử
- 5 tháng 10 năm 2015: Tên ga được quyết định là Ga Geombawi[1]
- 30 tháng 7 năm 2016: Bắt đầu kinh doanh với việc khai trương Tàu điện ngầm Incheon tuyến 2[2]

## Bố trí ga
| Geomam ↑             |
| \| N/B               |
| ↓ Sân vận động Asiad |

| Hướng Bắc | ● Incheon tuyến 2 | ← Hướng đi Geomam · Wanjeong · Geomdansageori · Geomdan Oryu |
| Hướng Nam | ● Incheon tuyến 2 | → Hướng đi Văn phòng Seo-gu · Seongnam · Juan · Unyeon →     |

## Xung quanh nhà ga
- Trung tâm phúc lợi hành chính Geomam Gyeongseo-dong
- Trường trung học cơ sở Ganjaeul
- Trường trung học Daein
- Trường trung học Seo Incheon
- Shinmyeong Sky View
- Nhà thờ Geomam-dong

## Hình ảnh

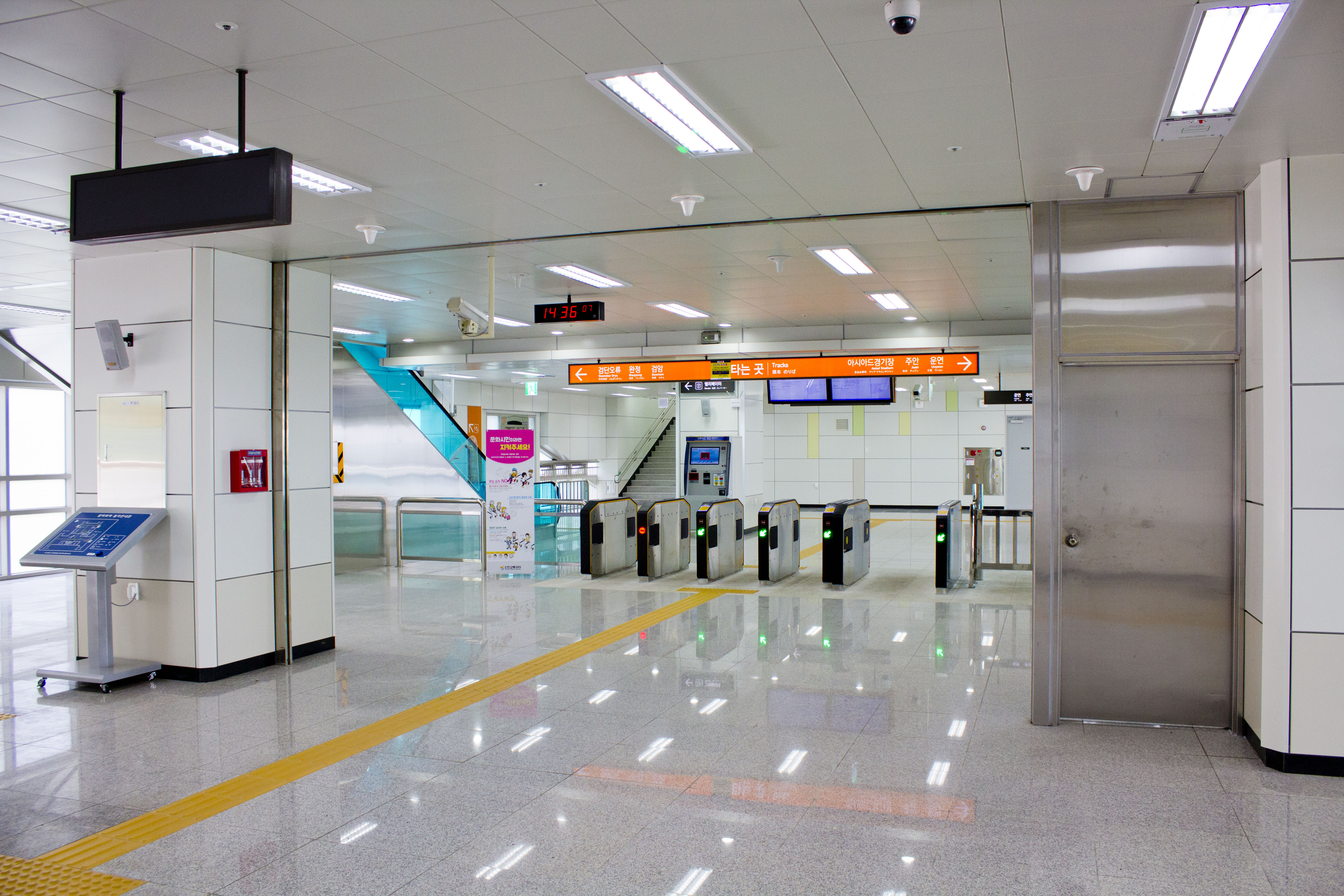
Phòng chờ Ga Geombawi trên Tàu điện ngầm Incheon tuyến 2
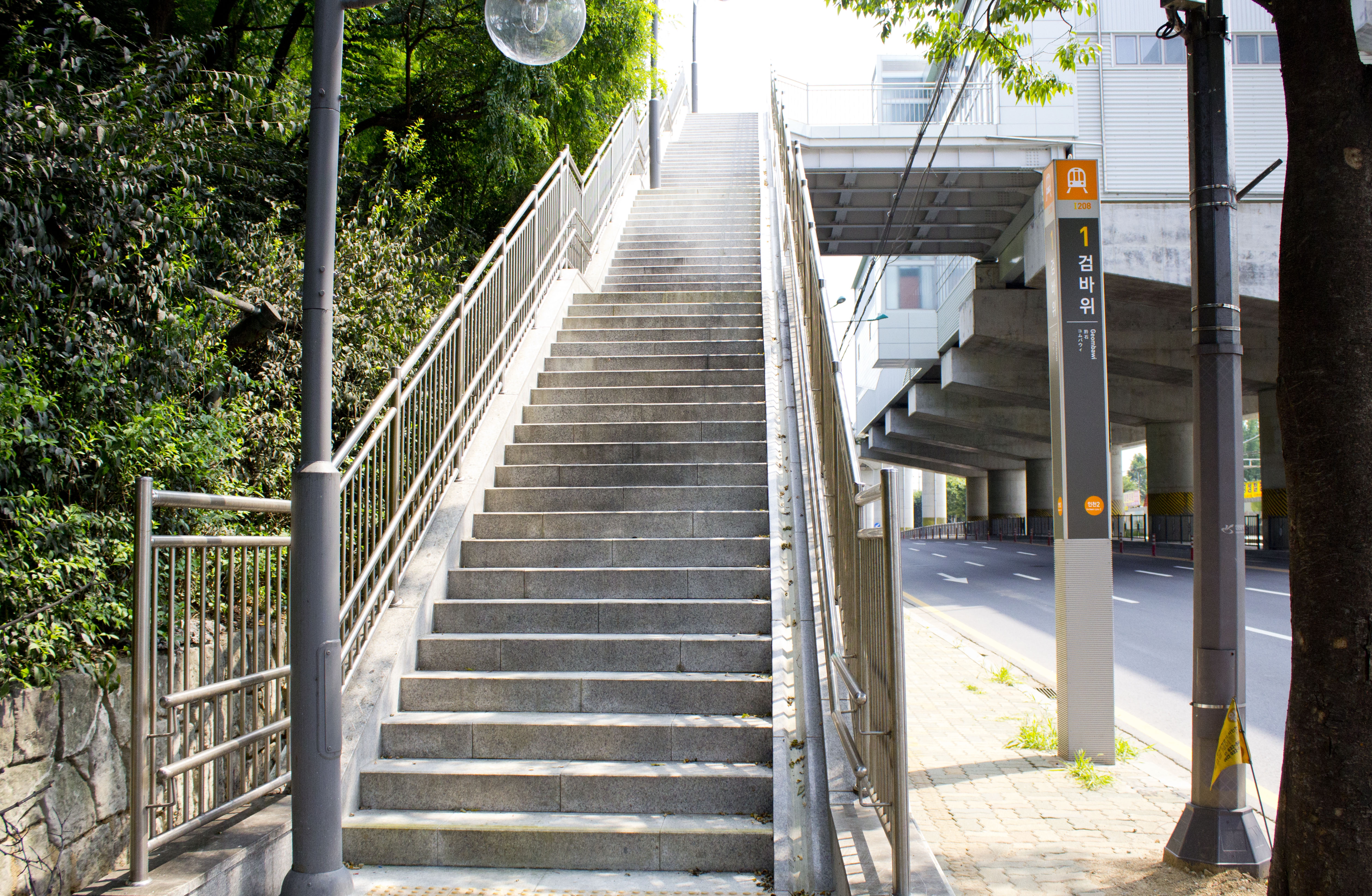
Lối ra 1 Ga Geombawi trên Tàu điện ngầm Incheon tuyến 2
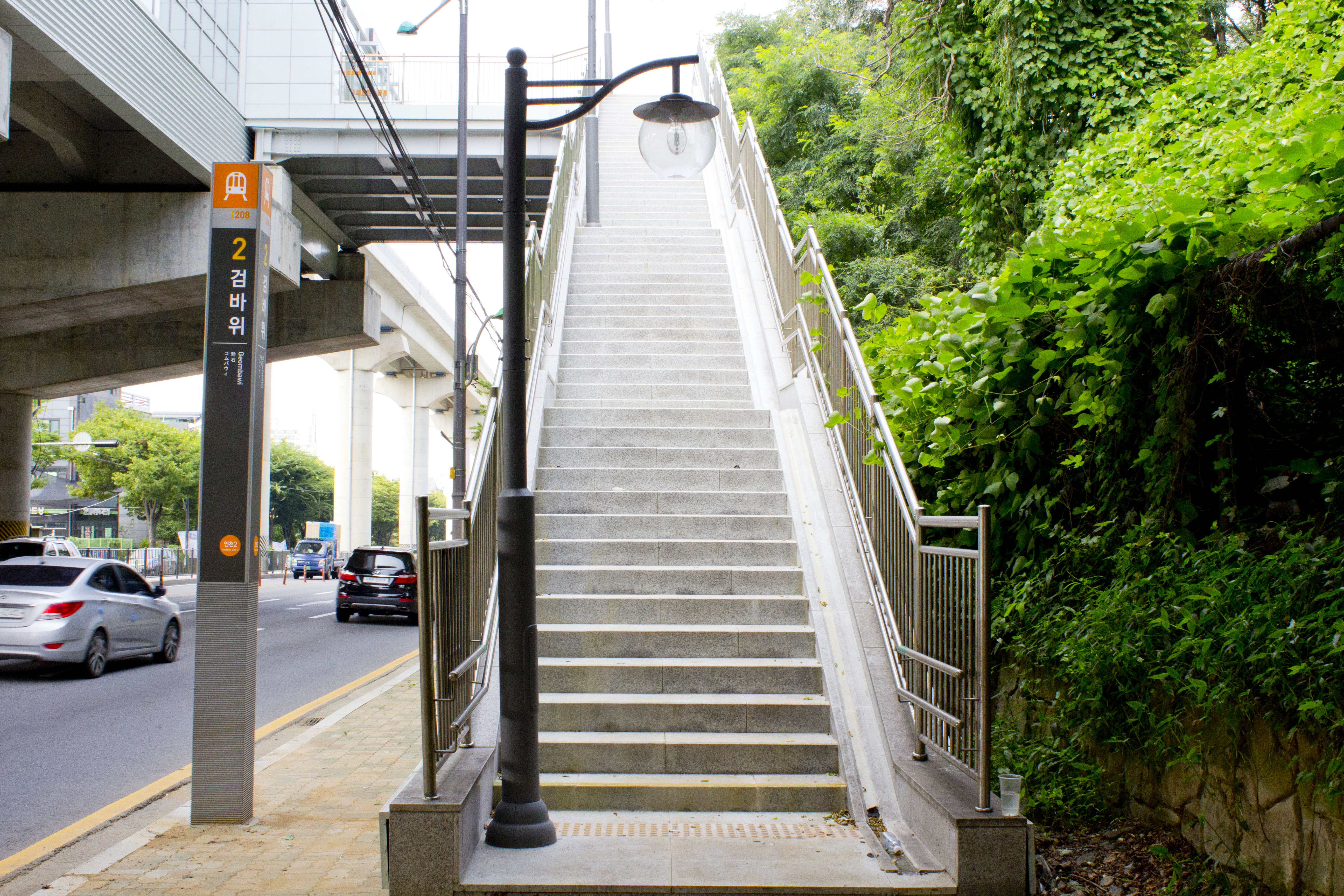
Lối ra 2 Ga Geombawi trên Tàu điện ngầm Incheon tuyến 2
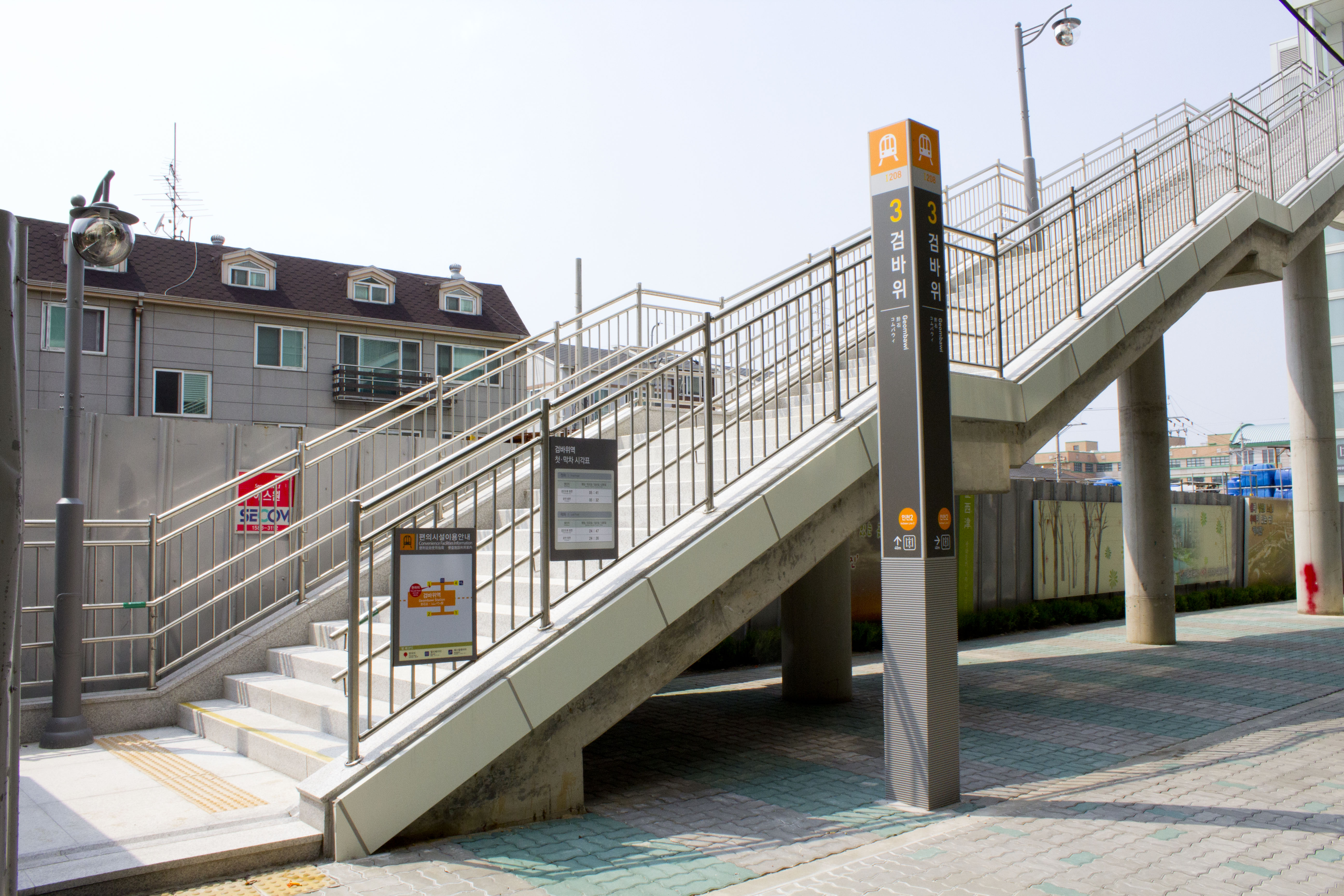
Lối ra 3 Ga Geombawi trên Tàu điện ngầm Incheon tuyến 2
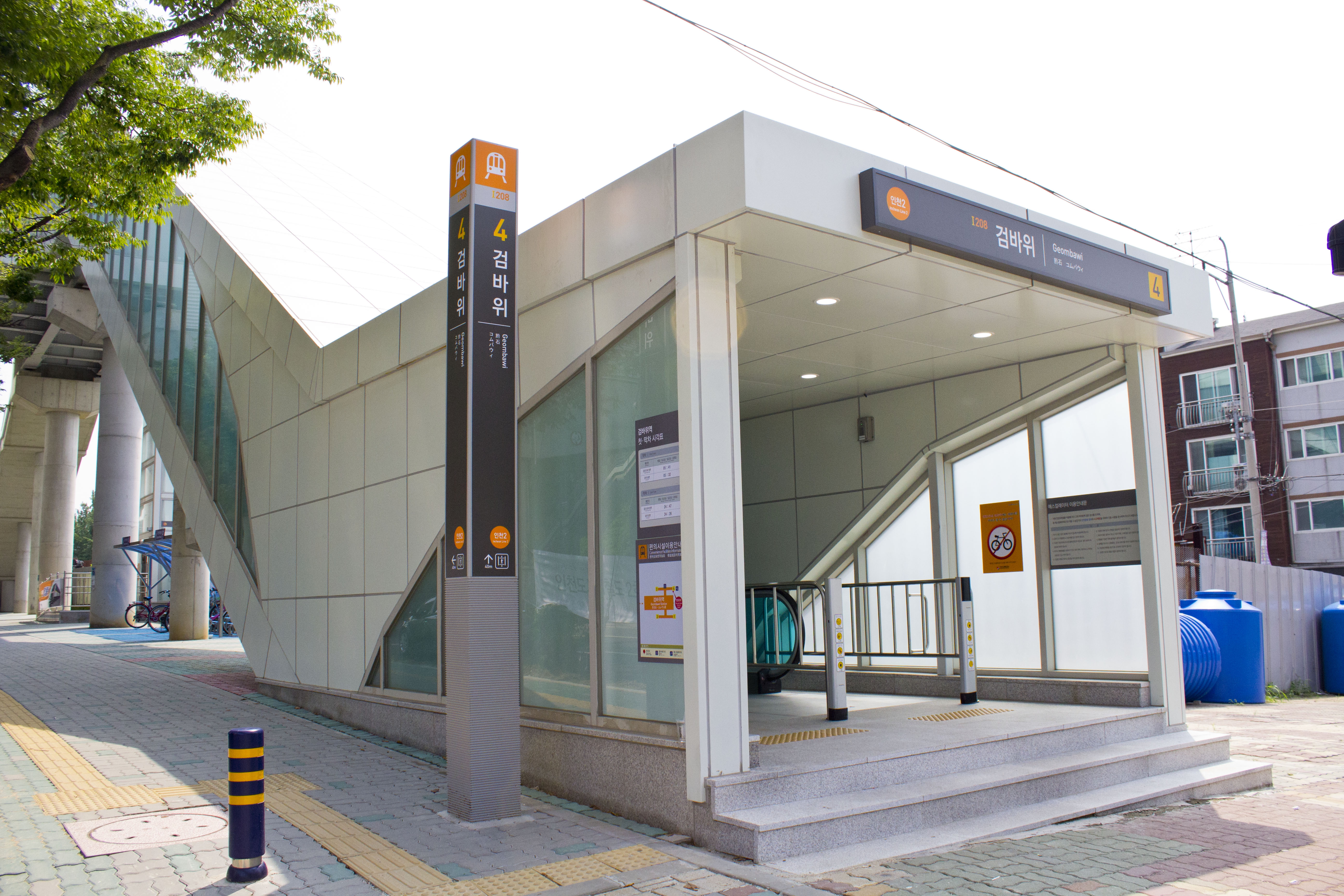
Lối ra 4 Ga Geombawi trên Tàu điện ngầm Incheon tuyến 2